# Bautastein von Soma
Koordinaten: 58° 52′ 1,1″ N, 5° 41′ 35,3″ O
Der Bautastein von Soma steht etwa 2,0 Meter von der Straße 509 entfernt neben einer modernen Kirche, nordwestlich von Soma und Sandnes bei Stavanger im Fylke Rogaland in Norwegen.
Ein Metallzaun steht zwischen der Straße und dem eisenzeitlichen Bautastein. Der Menhir wurde einst von seinem Standort entfernt und in das Fundament der alten Kirche verlegt. Als die alte Kirche abgerissen und die neue errichtet wurde, wurde der Stein 1928 an seinen ursprünglichen Standort zurückversetzt.
Der Stein ist etwa 2,5 Meter hoch, an der Basis 60 cm und an der Spitze 40 cm breit und 20 cm dick.